# Javier Saviola
Javier Pedro Saviola (Buenos Aires, 11 december 1981) is een voormalig Argentijns profvoetballer die bij voorkeur als aanvaller speelde. Hij debuteerde in 2000 in het Argentijns voetbalelftal.
Saviola draagt de bijnaam El Conejito (Het Konijntje), vanwege zijn geringe lengte en zijn enigszins vooruitstekende voortanden. Hij bezit naast de Argentijnse ook de Spaanse nationaliteit, op basis van zijn afkomst.

## Clubvoetbal

### River Plate
Saviola werd op achtjarige leeftijd opgenomen in de jeugd van River Plate. Hij doorliep de jeugdopleiding en debuteerde op 18 oktober 1998 in het eerste elftal, uit tegen Gimnasia Jujuy (2-2) met een treffer. Saviola was toen 16 jaar en 311 dagen oud. Voor hem waren alleen Diego Maradona (15 jaar en 355 dagen), Fernando Redondo (16 jaar en 115 dagen) en Pablo Aimar (16 jaar en 285 dagen) waren nog jonger bij hun debuut in de Argentijnse Primera División. Saviola werd jongste doelpuntenmaker ooit in de hoogste Argentijnse divisie. Met River Plate veroverde Saviola twee keer de landstitel (Apertura 1999, Clausura 2000) en was hij tweemaal Argentijns topscorer. Samen met Pablo Aimar, Ariel Ortega en de Colombiaan Juan Pablo Ángel vormde Saviola een voorhoede die bekendstond als Los Cuatro Fantásticos (De Fantastische Vier).

### FC Barcelona

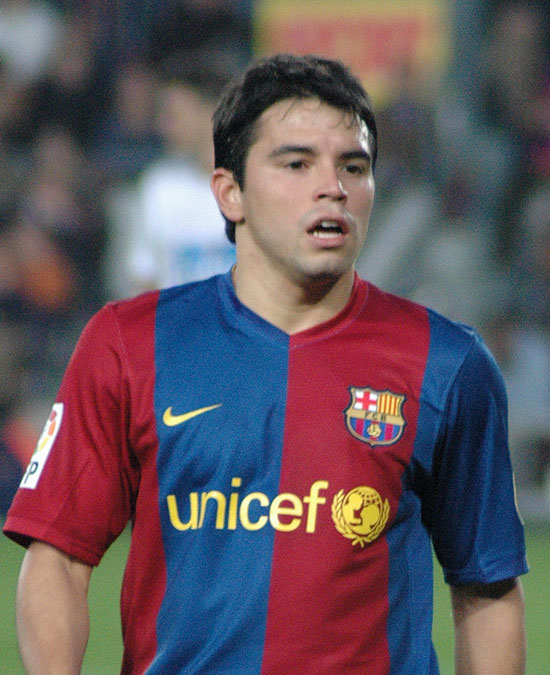
Javier Saviola in het shirt van FC Barcelona

Na drie jaar River Plate vertrok Saviola in de zomer van 2001 naar FC Barcelona. Deze club had al in augustus 2000 belangstelling voor de Argentijnse aanvaller, maar River Plate en FC Barcelona werden het destijds niet eens over de transfersom. In juli 2001 wees Los Millionarios aanvankelijk een bod van Barça af, maar uiteindelijk werd toch overeenstemming bereikt: Saviola vertrok voor circa 70 miljoen gulden (rond de 32 miljoen euro) naar Spanje. Op 28 juli 2001 debuteerde Saviola in een oefenduel tegen het Zwitserse CS Chênois voor FC Barcelona. Mede door twee doelpunten van de kleine Argentijn werd met 3-0 gewonnen. Een week later keerde Saviola terug naar Argentinië nadat zijn vader aan de gevolgen van kanker was overleden. Zijn eerste competitiedoelpunt van FC Barcelona maakte Saviola op 23 september tegen CD Tenerife. De aanvaller kende in zijn eerste jaar bij Barça nauwelijks aanpassingsproblemen en scoorde een groot aantal doelpunten voor de Catalaanse club. Al snel was hij een van de grote publiekslievelingen bij Barcelona. Prijzen won Saviola afgezien van de Copa de Catalunya in 2003 echter niet met de club. In drie seizoenen kwam hij tot 62 doelpunten: 44 in de Primera División, 2 in de Copa del Rey, 2 in de Copa de Catalunya, 11 in de Champions League en 3 in de UEFA Cup.

### Verhuur
Na de komst van Samuel Eto'o en Henrik Larsson in 2004 vertrok Saviola op huurbasis naar AS Monaco. Met die club behaalde hij in 2005 de derde plaats in de Franse competitie. In het seizoen 2005/06 speelde Saviola op huurbasis voor Sevilla FC. Bij de club uit Andalusië won de kleine Argentijn op 10 mei 2006 de UEFA Cup door in de finale Middlesbrough met 4-0 te verslaan.

### Terugkeer
In het seizoen 2006/07 keerde Saviola terug bij FC Barcelona, na het vertrek van Larsson. De Argentijn was derde keus in de spits, maar door een knieblessure van Eto'o en de teleurstellende prestaties van Eiður Guðjohnsen speelde hij uiteindelijk toch zijn wedstrijden. Zijn beste prestatie waren zijn vijf doelpunten in de achtste finales van de Copa del Rey tegen Deportivo Alavés, toen Saviola alle goals van FC Barcelona maakte (0-2 uit, 3-2 thuis). Uiteindelijk speelde Saviola in zijn tweede periode bij Barça 27 wedstrijden, waarin hij twaalf doelpunten maakte (vijf in de Primera División, zeven in de Copa del Rey). Toen in juni 2007 zijn contract afliep, besloot Saviola na 176 officiële wedstrijden (73 doelpunten) te vertrekken bij FC Barcelona. De Argentijn trad in de voetsporen van Michael Laudrup door na het aflopen van zijn contract te tekenen bij FC Barcelona's aartsrivaal Real Madrid. Zowel Saviola als Laudrup konden in hun laatste seizoen bij Barça op weinig vertrouwen van de trainer rekenen.

### Real Madrid
Ook bij De Koninklijke ondervond Saviola veel concurrentie, hij werd de derde spits achter Ruud van Nistelrooij en Raúl. Daardoor speelde hij voornamelijk wedstrijden in de Copa del Rey en kwam hij slechts sporadisch tot optredens in de competitie en Champions League. Toen Van Nistelrooij zich zwaar blesseerde in 2008 kreeg Gonzalo Higuaín de voorkeur boven zijn landgenoot Saviola. Ook na het vertrek van trainer Bernd Schuster kwam het voornamelijk tot invalbeurten voor de Argentijn, zeker toen begin 2009 ook nog Klaas-Jan Huntelaar werd aangetrokken. Saviola werd daarmee gedegradeerd tot de vierde spits in de pikorde.
Doordat de nieuwe voorzitter Florentino Pérez veel nieuwe spelers binnenhaalde, moest Real Madrid in de zomer van 2009 van enkele spelers af om financiële middelen te creëren. Saviola werd het eerste slachtoffer, op vrijdag 26 juni werd bekend dat de aanvaller zijn loopbaan zou voortzetten bij de Portugese topclub Benfica. Met de transfer was vijf miljoen euro gemoeid. De spits tekende voor drie seizoenen en kwam in Lissabon zijn oude ploeggenoot Pablo Aimar weer tegen.

### Latere carrière
Hierna speelde Saviola voor SL Benfica (2009-2012), Málaga CF (2012-2013) en Olympiacos (2013-2014). Hij tekende in september 2014 een eenjarig contract bij Hellas Verona, dat hem overnam van Olympiakos. De laatste maanden van 2015 kwam hij uit voor zijn eerste club River Plate.

### Einde voetbalcarrière, assistent-trainer en futsalcarrière
Direct na zijn voetbalcarrière vestigde Saviola zich met zijn gezin in Andorra en werd assistent-trainer bij FC Ordino, uitkomend in de Primera Divisió. In februari 2018 voegde hij zich als futsalspeler bij het lokale FC Encamp. In april van dat jaar won hij de gemeentelijke futsalcompetitie met zijn ploeg.

## Nationaal elftal
Saviola debuteerde op 16 augustus 2000 tegen Paraguay in het Argentijns nationaal elftal. Bij het WK onder 20 jaar in 2001 werd Saviola met Los Gaúchos in eigen land wereldkampioen. In de finale werd met 3-0 gewonnen van Ghana en de aanvaller scoorde één goal. Saviola was de grote uitblinker van het toernooi en hij kreeg zowel de Gouden Schoen voor topscorer van het toernooi (11 doelpunten in zeven duels) als de Gouden Bal voor beste de speler van het WK. Ondanks zijn goede seizoen bij FC Barcelona werd Saviola door bondscoach Marcelo Bielsa uit de selectie voor het WK 2002 gelaten ten faveure van de meer ervaren aanvaller Claudio Caniggia.
In juli 2004 was Saviola met de Argentijnse ploeg actief op de Copa América in Peru. Hij begon uitstekend aan het toernooi met een hattrick tegen Ecuador in een wedstrijd die in een 6-1-overwinning eindigde. Daarna kwam Saviola niet meer tot scoren en bovendien raakte de aanvaller geblesseerd. Argentinië verloor uiteindelijk in de finale na strafschoppen van Brazilië. Een maand later won Saviola met Argentinië goud op de Olympische Zomerspelen van Athene. Hij scoorde één doelpunt, als invaller tegen Tunesië.
In juni 2005 behaalde Saviola met Argentinië de tweede plaats op de Confederations Cup in Duitsland. Net als een jaar eerder op de Copa América was Brazilië in de finale te sterk (4-1). In 2006 bereikte Saviola met Argentinië de kwartfinale van het WK in Duitsland. De aanvaller speelde drie van de vijf wedstrijden en scoorde tegen Ivoorkust.

## Erelijst
River Plate
- Primera División: 1999 Apertura, 2000 Clausura
- CONMEBOL Libertadores: 2015
- Suruga Bank Championship: 2015

 Sevilla
- UEFA Cup: 2005/06

 Real Madrid
- Primera División: 2007/08
- Supercopa de España: 2008

 Benfica
- Primeira Liga: 2009/10
- Taça da Liga: 2009/10, 2010/11, 2011/12

 Olympiakos
- Super League: 2013/14, 2014/15

 Argentinië onder 20
- Wereldkampioenschap voetbal onder 20: 2001

 Argentinië onder 23
- Olympische Zomerspelen: 2004

Individueel
- Primera División topscoorder: 1999 Apertura
- Zuid-Amerikaans voetballer van het jaar: 1999
- Zuid-Amerikaanse Ploeg van het Jaar: 1999
- Argentijns voetballer van het jaar: 1999
- Gouden Bal WK onder 20 (beste speler): 2001
- Gouden Schoen WK onder 20 (topscorer): 2001
- Trofeo EFE: 2001/02
- Copa del Rey topscoorder: 2006/07
- Primeira Liga Speler van de Maand: december 2009
- A Bola de Ouro: 2010
- FIFA 100

| Logo van de Olympische Spelen | Goud | Zilver | Brons | Logo van de Olympische Spelen |
|                               | 1    | 0      | 0     |                               |

1 Abbondanzieri ·
2 Ayala  ·
3 Sorín ·
4 Quiroga ·
5 Mascherano ·
6 Heinze ·
7 Saviola ·
8 Zanetti ·
9 Figueroa ·
10 D'Alessandro ·
11 Tévez ·
12 Cavallero ·
13 Placente ·
14 Rodríguez ·
15 Fernández ·
16 L. González ·
17 M. González ·
18 K. González ·
19 Delgado ·
20 Medina ·
21 Rosales ·
22 Coloccini ·
Coach: Bielsa
1 Caballero ·
2 Ayala ·
3 Burdisso ·
4 Coloccini ·
5 Mascherano ·
6 Heinze ·
7 Saviola ·
8 Delgado ·
9 Figueroa ·
10 Tévez ·
11 K. González ·
12 Rosales ·
13 Medina ·
14 Rodríguez ·
15 D'Alessandro ·
16 L. González · 
17 M. González ·
18 Lux ·
Fernández ·
Coach: Bielsa
1 Franco ·
2 Samuel ·
3 Sorín  ·
4 Zanetti ·
5 Cambiasso ·
6 Heinze ·
7 Tévez ·
8 Riquelme ·
9 Saviola ·
10 Aimar ·
11 Delgado ·
12 Lux ·
13 G. Rodríguez ·
14 Milito ·
15 Placente ·
16 Coloccini ·
17 Bernardi ·
18 Santana ·
19 M. Rodríguez ·
20 Demichelis ·
21 Figueroa ·
22 Galletti ·
23 Caballero ·
Coach: Pékerman
1 Abbondanzieri ·
2 Ayala ·
3 Sorín  ·
4 Coloccini ·
5 Cambiasso ·
6 Heinze ·
7 Saviola ·
8 Mascherano ·
9 Crespo ·
10 Riquelme ·
11 Tévez ·
12 Franco ·
13 Scaloni ·
14 Palacio ·
15 Milito ·
16 Aimar ·
17 Cufré ·
18 Rodríguez ·
19 Messi ·
20 Cruz ·
21 Burdisso ·
22 González ·
23 Ustari ·
Coach: Pékerman